# Мухаммадия (Индонезия)

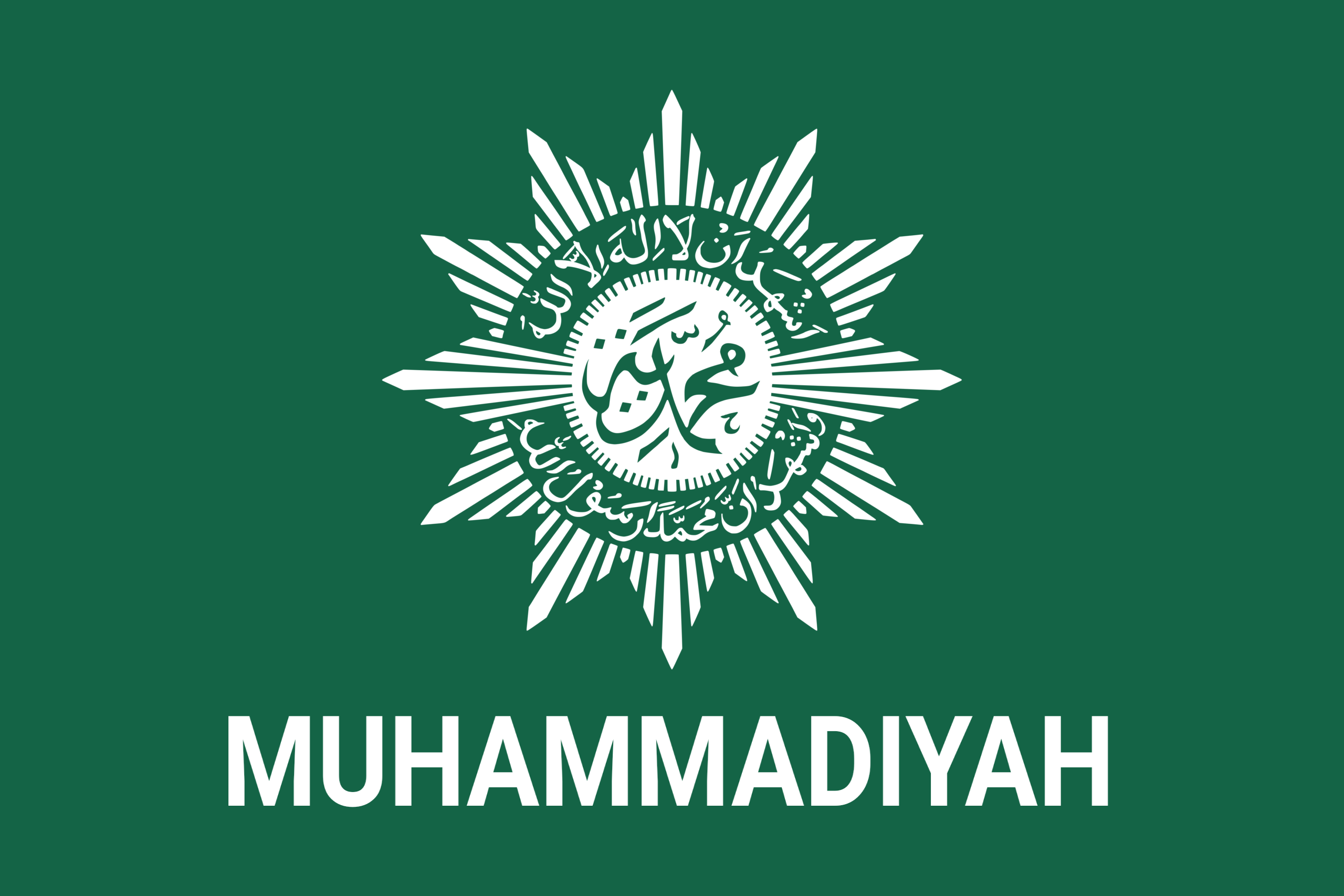
Флаг организации

Мухаммадия (индон. Muhammadiyah) — крупная исламская неправительственная организация Индонезии. Создана в 1912 году Ахмадом Дахланом как реформистское социорелигиозное движение, выступающее за иджтихад — личную интерпретацию Корана и Сунны. Начиная со своего основания, «Мухаммадия» приняла реформистскую платформу, объединив светское и религиозное образование, в основном с целью способствовать движению мусульман Индонезии в сторону более «современного» общества и очистить индонезийский ислам от синкретических традиций.

## История
Первое отделение «Мухаммадии» было создано 18 ноября 1912 года Ахмадом Дахланом в Джокьякарте. Среди основных причин создания организации были отсталость исламского общества того времени и распространённость на территории страны христианства. Дахлан, на которого оказали сильное влияние идеи египетского богослова Мухаммада Абдо, считал жизненно наиважнейшими задачами модернизацию, а также очищение ислама от синкретических традиций. Вследствие этого, «Мухаммадия» таухид, а также поддержание монотеизма в обществе.
С 1913 по 1918 годы «Мухаммадия» создала пять исламских школ, в 1919 году был открыт исламский лицей «Hooge School Muhammadiyah». При создании учебных заведений поддержку «Мухаммадии» оказало Буди Утомо — националистическое движение, действовавшее в первой половине XX века, в частности благодаря ей были набраны педагоги. «Мухаммадия» избегала политики. В отличие от отколовшейся от неё организации «Нахдатул Улама», «Мухаммадия» никогда не создавала политическую партию.
В 1925 году, через два года после смерти Дахлана, членами «Мухаммадии» являлись четыре тысячи человек, ею были построены 55 школ и две больницы. В 1938 году организация насчитывала 250 тысяч членов, управляла 834 мечетями, 31 библиотекой, 1774 школами и 7630 улемами.
В настоящее время в «Мухаммадии» состоят 29 миллионов человек, она является второй по численности членов религиозной организацией Индонезии после «Нахдатул Улама».

## Руководители

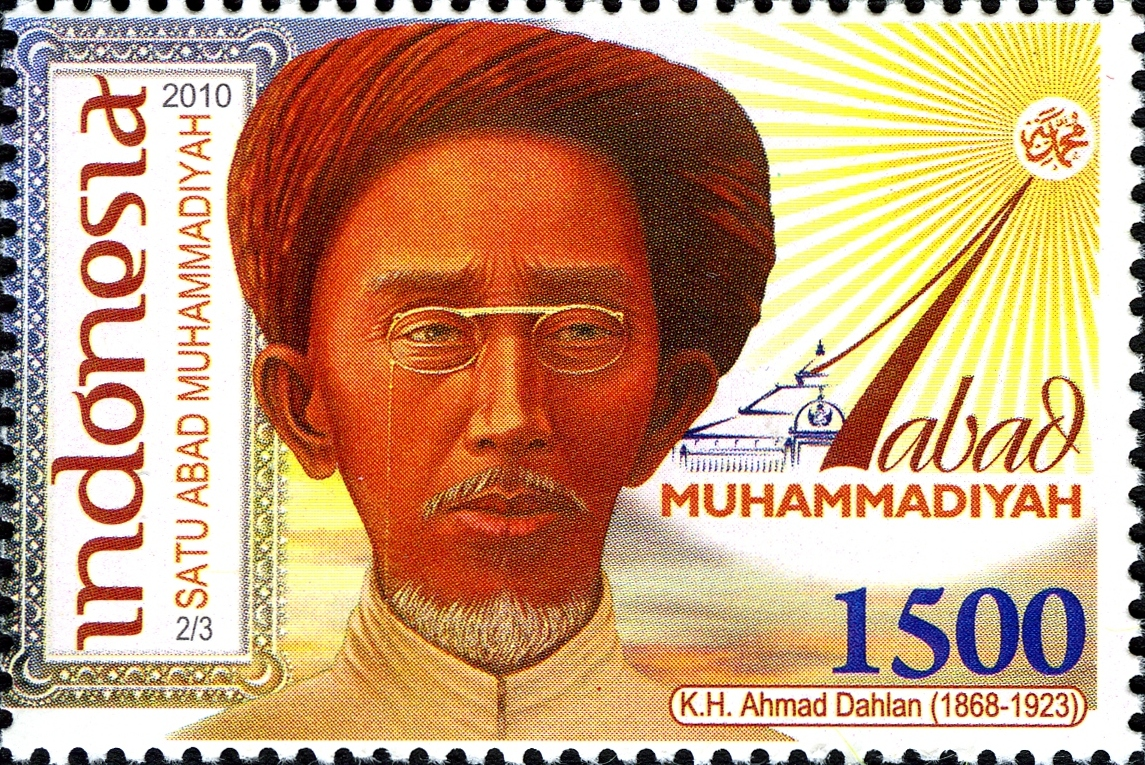
Почтовая марка Индонезии, посвящённая основателю «Мухаммадия» Ахмаду Дахлану

- Ахмад Дахлан (1912—1923)
- Ибрагим[индон.] (1923—1932)
- Хишам[индон.] (1932—1936)
- Мас Мансур[англ.] (1936—1942)
- Багус Хадикусумо[индон.] (1944—1953)
- Ахмад Рашид Сутан Мансур[индон.] (1953—1959)
- Мухаммад Юнус Анис[индон.] (1959—1962)
- Ахмад Бадави[индон.] (1962—1968)
- Факих Усман (1968)
- Абдул Розак Фахруддин[англ.] (1968—1990)
- Ахмад Азхар Башир[индон.] (1990—1995)
- Амин Раис (1995—1998)
- Ахмад Шафии Маариф[индон.] (1998—2005)
- Дин Шамсуддин[англ.] (2005—2015)
- Хэдар Хашир[англ.] (c 2015)